# Krzywczyce
Krzywczyce (niem. Eckartswaldau) – wieś w Polsce, w województwie lubuskim, w powiecie żagańskim, w gminie Niegosławice. Położona na północnym krańcu Borów Dolnośląskich. Przez wieś prowadzi droga powiatowa nr 1058F (na odcinku Krzywczyce-Szprotawka nie utwardzona). 
Według danych z 31 grudnia 2011 r. wieś liczy 93 mieszkańców. W latach 1975–1998 miejscowość administracyjnie należała do województwa zielonogórskiego.

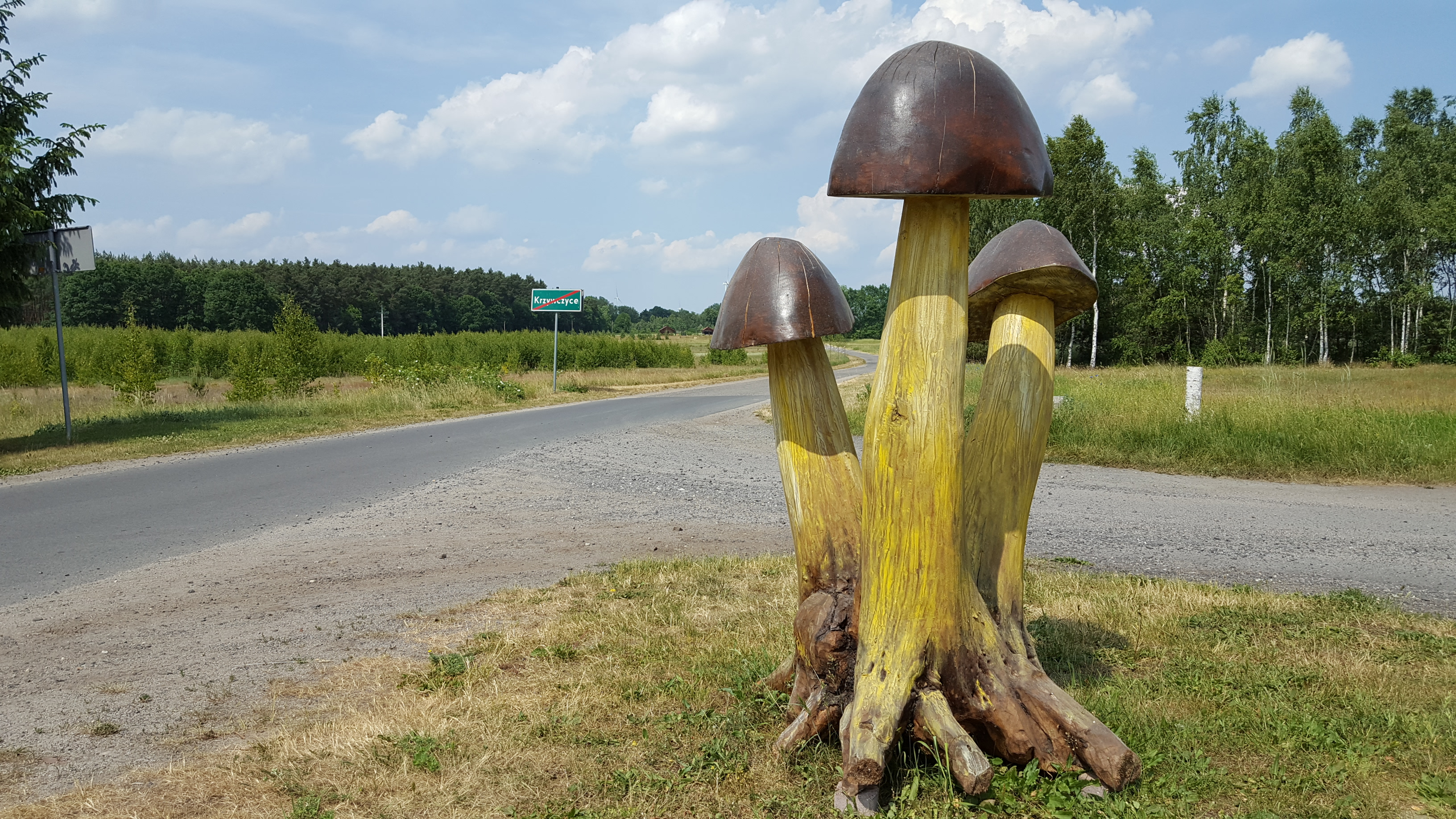
Krzywczyce: Grzyby – drewniana rzeźba miejscowego artysty

## Nazwa
Niemiecka nazwa wsi Eckartswaldau pochodzi od nazwiska założyciela starosty E.L.H. von Eckartsberg, właściciela  dóbr ziemskich i pałacu w Suchej Dolnej. Po drugiej wojnie światowej wieś otrzymuje swoją obecną nazwę. Polska nazwa wsi jest identyczna z Krzywczycami, nazwą dzielnicy Lwowa (obecnie Ukraina) i wsi w powiecie pińskim (obecnie Białoruś).

## Historia

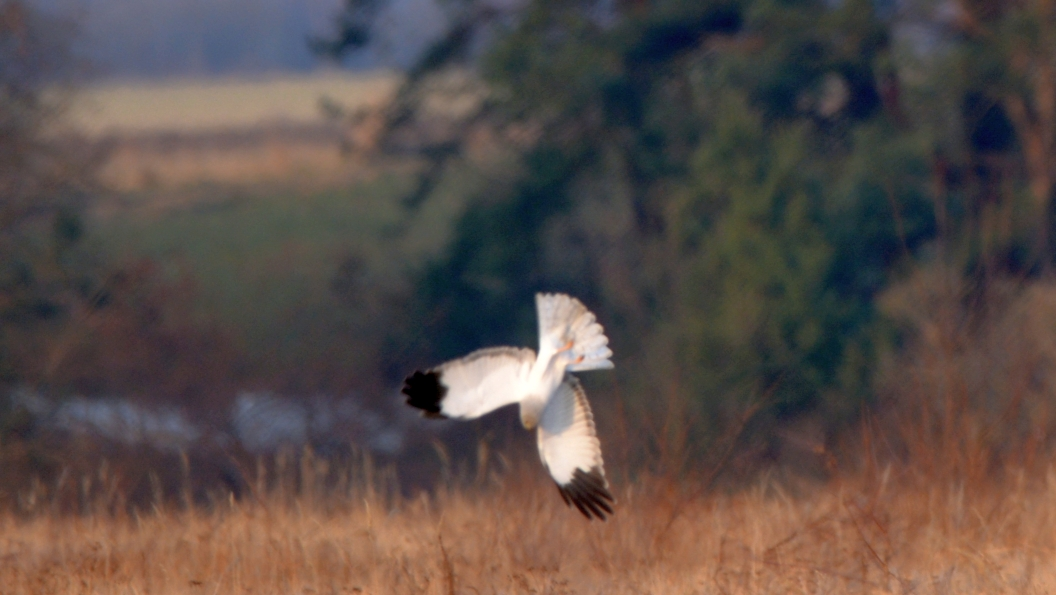
Krzywczyce: polujący samiec błotniaka zbożowego.

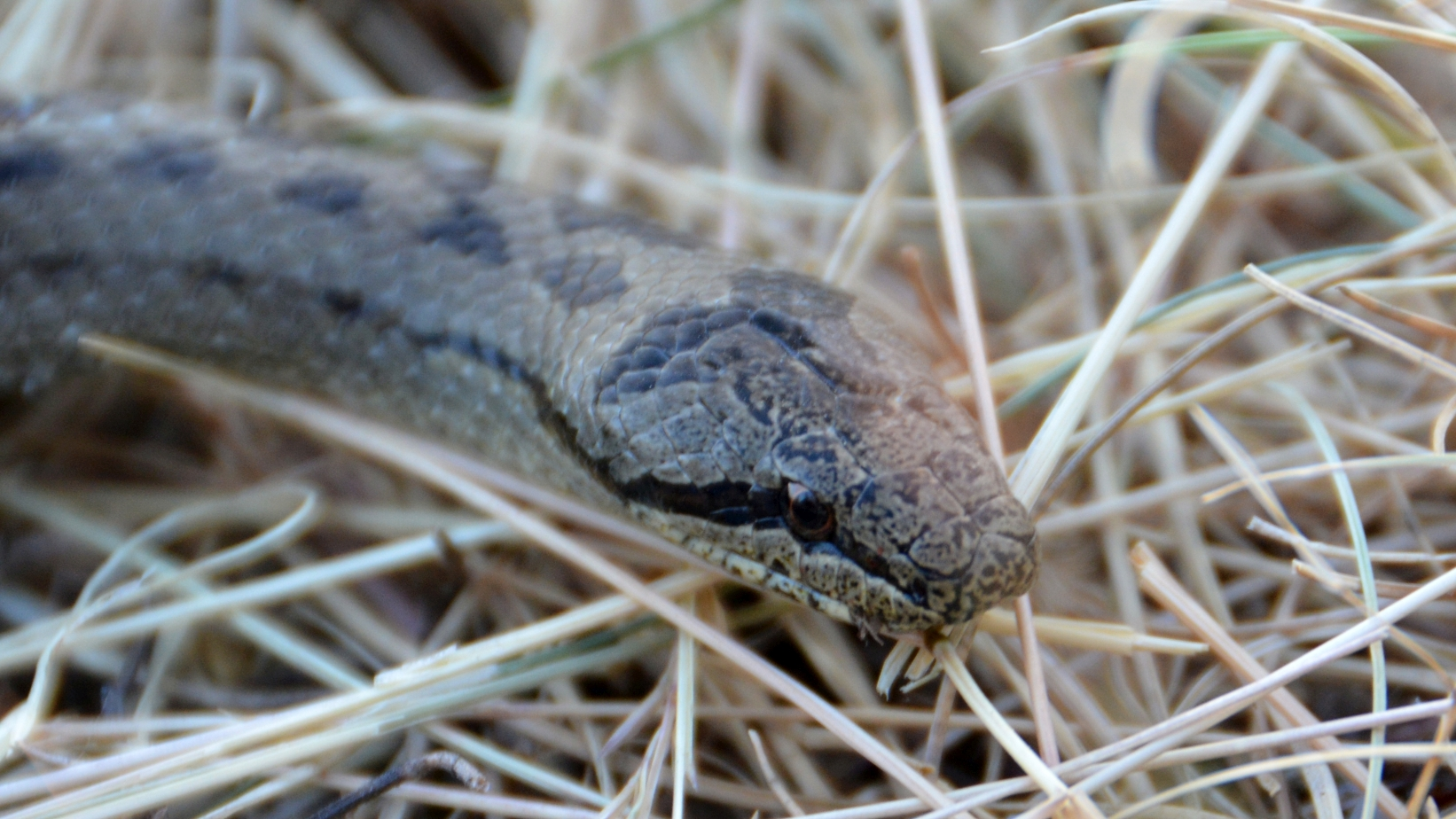
Krzywczyce: gniewosz plamisty.

Wieś, początkowo kolonia (osada) robotników leśnych, założono w 1770 roku. Fundatorem był starosta E.L.H. von Eckartsberg. Przed pojawieniem się regularnej osady przez ten teren przebiegał tzw. Trakt Solny, a okolicę określano mianem "nad zniszczonym mostem". Nazwy historyczne (np. Trakt Solny – niem. Salt Strasse) utrwaliły się i można je odnaleźć  na późniejszych mapach.

## Geografia
Krzywczyce są położone w obrębie makroregionu  Niziny Śląskiej, na terenie Równiny Szprotawskiej, na południowy zachód od Wzgórz Dalkowskich, w odległości ok. 24 km na od miasta powiatowego Żagania, ok. 8 km na wschód od Szprotawy i ok. 10 km na północny zachód od Przemkowa. Obok wsi przepływa rzeka Szprotawa, prawy dopływ Bobru.

## Środowisko przyrodnicze

### Obszary Chronione[12]
Obręb ewidencyjny wsi Krzywczyce, z wyłączeniem terenów zabudowanych, leży w Obszarze Chronionego Krajobrazu „Dolina Szprotawki”, graniczy bezpośrednio z Obszarem Natura 2000 "Bory Dolnośląskie”. W niewielkiej odległości znajduje się  Obszar Natura 2000 „Stawy Przemkowskie” - obszar specjalnej ochrony ptaków o europejskim znaczeniu (ok. 5,5 km), Rezerwat Przyrody „Buczyna Szprotawska” (ok. 4,5 km), Przemkowski Park Krajobrazowy (ok. 5 km) oraz Obszar Chronionego Krajobrazu „Dolina Bobru” (ok. 4 km). Wzdłuż koryta rzeki Szprotawy, w kierunku wschód-zachód, przebiega trasa migracji ptaków, głównie wodno-błotnych. Ponadto w okolicy wsi przebiega korytarz ekologiczny Bory Dolnośląskie – Lasy Sławskie/Bory Dolnośląskie.

### Fauna i flora
O bogactwie świata roślin i zwierząt decydują w znacznym stopniu zróżnicowanie terenu pod względem morfologicznym i użytkowanie gruntów. Okolicę Krzywczyc charakteryzuje zmienność krajobrazowa, związana z:
- występowaniem dużych kompleksów leśnych (głównie borów sosnowych oraz lasów mieszanych),
- bliskością rzeki Szprotawy i przyległych terenów podmokłych,
- występowaniem terenów rolniczych (ze względu na niskie klasy bonitacyjne gleby w mniejszym stopniu gruntów ornych, a w większym łąk i trwałych użytków zielonych, suchych, dobrze nasłonecznionych).

Takie uwarunkowania wpływają na wartość przyrodniczą. W okolicy zidentyfikowano następujące siedliska przyrodnicze: kwaśne dąbrowy, grądy środkowoeuropejskie i subkontynentalne, łęgi wierzbowe, topolowe, olszowe i jesionowe.
W obrębie ewidencyjnym Krzywczyce i na terenach bezpośrednio z nim sąsiadującymi spotkać można wiele gatunków zwierząt chronionych. Niektóre z nich, podlegające ścisłej ochronie gatunkowej to np: wilk (Canis lupus), gniewosz plamisty (Coronella austriaca), ryjówka aksamitna (Sorex araneus), żaba moczarowa (Rana arvalis), grzebiuszka ziemna (Pelobates fuscus), ropucha zielona (Bufotes viridis). Znaczącą grupę, również podlegającą ścisłej ochronie gatunkowej, stanowią ptaki. Wybrane z nich to: kania ruda (Milvus milvus), bielik (Haliaeetus albicilla), błotniak zbożowy (Circus cyaneus), błotniak łąkowy (Circus pygargus), błotniak stawowy (Circus aeruginosus), krogulec (Accipiter nisus), myszołów (Buteo buteo), pustułka zwyczajna, (Falco tinnunculus), trzmielojad (Pernis apivorus), czapla biała (Ardea alba), żuraw (Grus grus), derkacz (Crex crex), dzięcioł czarny (Dryocopus martius), dzięcioł duży (Dendrocopos major), dzięcioł zielony (Picus viridis), gąsiorek (Lanius collurio), raniuszek (Aegithalos caudatus), srokosz (Lanius excubitor), mysikrólik (Regulus regulus), dudek (Upupa epops), grubodziób (Coccothraustes coccothraustes), wilga (Oriolus oriolus), pełzacz leśny (Certhia familiaris), słowik rdzawy (Luscinia megarhynchos), słowik szary (Luscinia luscinia), bogatka (Parus major). Łączna liczba występujących w najbliższej okolicy gatunków ptaków przekracza 100.
W okolicy występują również gatunki zwierząt podlegające ochronie częściowej. Wybrane z nich to: bóbr europejski (Castor fiber), łasica (Mustela nivalis), kret europejski (Talpa europea), ropucha szara (Bufo bufo), jaszczurka zwinka (Lacerta agilis); żmija zygzakowata (Vipera berus), zaskroniec zwyczajny (Natrix natrix), padalec zwyczajny (Anguis fragilis).